# Винчи
Винчи (итал. Vinci) је насеље у Италији у округу Фиренца, региону Тоскана.
Према процени из 2011. у насељу је живело 1519 становника. Насеље се налази на надморској висини од 66 м.

## Становништво
| 1936. | 1951. | 1961. | 1971.  | 1981.  | 1991.  | 2001.  | 2011.  |
| ----- | ----- | ----- | ------ | ------ | ------ | ------ | ------ |
| 9.899 | 9.412 | 9.484 | 11.506 | 13.695 | 13.747 | 13.778 | 14.105 |

## Градови побратими
- Алентаун
- Амбоаз[3]